# Михальчишин, Михайло
Михайло Михальчишин (22 февраля 1933, Прнявор — 2002, Баня-Лука) — югославский шахматист, международный мастер (1965). Родился в семье с украинскими корнями (Прнявор — центр украинской диаспоры в Югославии). Окончил юридический факультет Сараевского университета. Работал директором фирмы. Был селекционером сборных Югославии разного уровня. После распада Югославии был телеведущим. Организовал шахматную школу в Баня-Луке. Умер от сердечного приступа вскоре после вооруженного налёта на школу.

## Книги
- Šahovski mozaik. Mihajlo Mihaljčišin, Aleksandar Matanović. Besjeda, 2000. ISBN 8674920063, 9788674920060